# Atmólisis
Atmólisis  (Gr. ατμις, vapor; λυειν, aflojar) es un término introducido por Thomas Graham para denotar la separación de una mezcla de gases aprovechando sus diferentes ratios de difusión a través de un diafragma o pantalla porosa.